# Considerazioni di un impolitico
Le Considerazioni di un impolitico (titolo originale Betrachtungen eines Unpolitischen) è un saggio di Thomas Mann. Composto tra il 1915 e il 1918, il volume fu pubblicato nel 1918 dall'Editore S. Fischer Verlag di Berlino, e rifiutato successivamente dall'autore nel 1922. È considerato uno dei testi principali del movimento culturale definito Rivoluzione conservatrice tedesca.

## Contenuto
Con queste Considerazioni Mann abbandona la narrativa per entrare nel campo della teoria della politica. Nonostante la genesi fosse apparentemente occasionale, di polemica contro i pacifisti, i simpatizzanti per l'Intesa, i partigiani della civilizzazione, egli rigetta la democrazia occidentale moderna.
Abbraccia tesi neoconservatrici, di forte critica al sistema politico, eleborate tra il novembre del 1915 al marzo 1918, nel vortice degli anni della guerra mondiale. Mann le definì "un'opera di travaglio e di scandaglio faticoso e schietto di me stesso".
Le tematiche principali riguardano la Patria (Heimat) e il Popolo (Volk) esaltando la figura di Federico il Grande.

## Critica
Per Claudio Magris, in Considerazioni di un impolitico, «gigantesco manifesto letterario del pensiero o meglio dell'atteggiamento reazionario», Thomas Mann rileva antitesi tra la poesia, la letteratura, l'arte e la democrazia.
(Claudio Magris, La svolta di Mann sulla scia di Eschilo, Corriere della Sera, 5 dicembre 2017)
Nel discorso Della repubblica tedesca del 1922 Mann rigettò le tesi «antipolitiche e antidemocratiche» contenute nelle Considerazioni, esprimendosi a favore della Repubblica di Weimar. Commenterà Giorgio Napolitano: 
(Giorgio Napolitano, "Introduzione" a Moniti all'Europa, Milano, Mondadori, 2017, ISBN 978-88-04-68173-1.)

## Edizioni italiane
- Considerazioni di un impolitico, traduzione di Marianello Marianelli, Bari, De Donato, 1967.
- Considerazioni di un impolitico, traduzione di Marianello Marianelli e Marlis Ingenmey, introduzione di Marianello Marianelli, Collana Biblioteca n.335, Milano, Adelphi, 1997, III^ ed. 2005, ISBN 978-88-459-1285-6.